# كاسبر كريستينسين
كاسبر كريستينسين (بالدنماركية: Casper Christensen)‏ هو كاتب سيناريو وممثل دانمركي، ولد في 22 أغسطس 1968 في الدنمارك.

## وصلات خارجية
- كاسبر كريستينسين على موقع IMDb (الإنجليزية)
- كاسبر كريستينسين على موقع ألو سيني (الفرنسية)
- كاسبر كريستينسين على موقع ميوزك برينز (الإنجليزية)
- كاسبر كريستينسين على موقع أول موفي (الإنجليزية)
- كاسبر كريستينسين على موقع قاعدة بيانات الأفلام السويدية (السويدية)
- كاسبر كريستينسين على موقع ديسكوغز (الإنجليزية)
- كاسبر كريستينسين على موقع قاعدة بيانات الفيلم (الإنجليزية)
- كاسبر كريستينسين على موقع كينوبويسك (الروسية)